# Gouvernement Syse

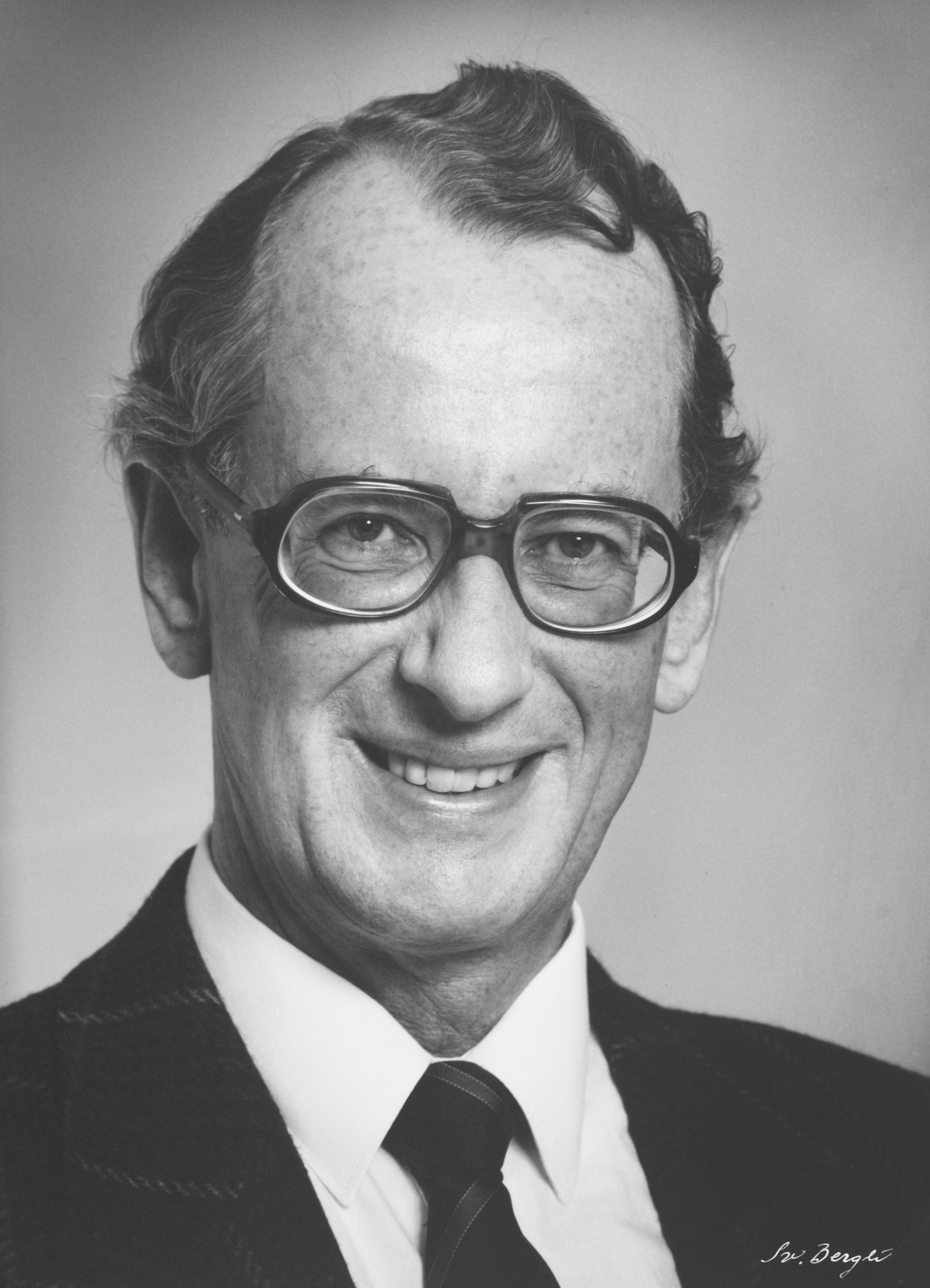
une photo de Jan Peder Syse en 1990

Le gouvernement Syse était le gouvernement du royaume de Norvège du 16 octobre 1989 au 3 novembre 1990.

## Coalition
Il était dirigé par le ministre d'État conservateur Jan Peder Syse, et constitué d'une coalition entre le Parti conservateur (H), le Parti du centre (SP) et le Parti chrétien-démocrate (KrF).
Soutenu par 62 députés sur 165 au Storting, il succédait au gouvernement Brundtland II, constitué par le seul Parti du travail (AP) de Gro Harlem Brundtland. Le SP ayant toutefois décidé de se retirer de la coalition gouvernementale pour soutenir l'AP de l'extérieur, il fut remplacé par le gouvernement Brundtland III.

## Composition
| Fonction                                                                                                   | Titulaire | Titulaire            | Parti |
| --- | --------- | -------------------- | ----- |
| Premier ministre                                                                                           |           | Jan Peder Syse       | H     |
| Ministre des Affaires étrangères                                                                           |           | Kjell Magne Bondevik | KrF   |
| Ministre du Commerce extérieur et de la Marine                                                             |           | Kaci Kullmann Five   | H     |
| Ministre du Développement international                                                                    |           | Tom Vraalsen         | SP    |
| Ministre de la Pêche                                                                                       |           | Svein Munkejord      | H     |
| Ministre de l'Environnement                                                                                |           | Kristin Hille Valla  | SP    |
| Ministre de l'Agriculture                                                                                  |           | Anne Petrea Vik      | SP    |
| Ministre de la Santé et des Affaires sociales                                                              |           | Wenche Frogn Sellæg  | H     |
| Ministre de la Défense                                                                                     |           | Per Ditlev-Simonsen  | H     |
| Ministre des Transports et des Communications                                                              |           | Lars Gunnar Lie      | KrF   |
| Ministre des Finances et des Douanes                                                                       |           | Arne Skauge          | H     |
| Ministre des Affaires ecclésiastiques et de l'Éducation Ministre de l'Éducation (01/01/1990)               |           | Einar Steensnæs      | KrF   |
| Ministre de la Culture et des Sciences Ministre des Affaires ecclésiastiques et de la Culture (01/01/1990) |           | Eleonore Bjartveit   | KrF   |
| Ministre de la Consommation Ministre de la Famille et de la Consommation (01/01/1990)                      |           | Solveig Sollie       | KrF   |
| Ministre des Affaires locales et du Travail Ministre des Affaires locales (02/11/1989)                     |           | Johan Jakob Jakobsen | SP    |
| Ministre du Travail et de l'Administration publique (02/11/1989)                                           |           | Kristin Clemet       | H     |
| Ministre de la Justice et de la Police                                                                     |           | Else Bugge Fougner   | H     |
| Ministre du Pétrole et de l'Énergie                                                                        |           | Eivind Reiten        | SP    |
| Ministre du Commerce                                                                                       |           | Petter Thomassen     | H     |